# 布勒蒂涅
布勒蒂涅（法語：Bretigney，法語發音：[bʁətiɲɛ]）是法国杜省的一个市镇，属于蒙贝利亚尔区。

## 地理
布勒蒂涅（47°29'8"N, 6°38'13"E）面积1.83 平方千米，位于法国勃艮第-弗朗什-孔泰大區杜省，该省份为法国东部内陆省份，北起上索恩省，西接汝拉省，东部及东南部与瑞士接壤，东北部与贝尔福地区省接壤。
与布勒蒂涅接壤的市镇（或旧市镇、城区）包括：凡布、蒙特努瓦、伯塔勒。

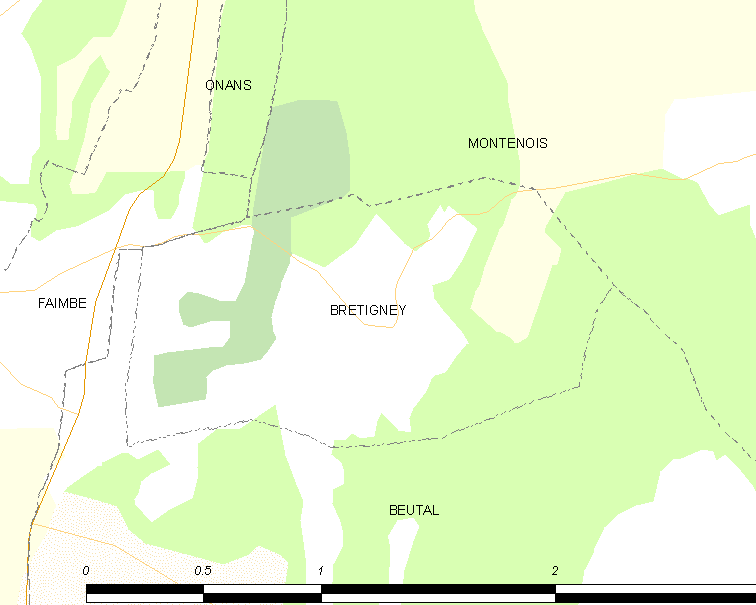
布勒蒂涅的OSM定位图

布勒蒂涅的时区为UTC+01:00、UTC+02:00（夏令时）。

## 行政
布勒蒂涅的邮政编码为25250，INSEE市镇编码为25093。

## 政治
布勒蒂涅所属的省级选区为巴旺县。

## 人口

1962-2008年间布勒蒂涅人口变化图示

布勒蒂涅于2022年1月1日时的人口数量为76人。